# Страховское сельское поселение
Стра́ховское муниципа́льное образова́ние — сельское поселение в Заокском районе Тульской области Российской Федерации.
Административный центр — село Страхово.

## История
Статус и границы сельского поселения установлены законом Тульской области от 3 марта 2005 года № 536-ЗТО «О переименовании муниципального образования Заокский район Тульской области Российской Федерации, установлении границ, наделении статусом и определении административных центров муниципальных образований на территории Заокского района Тульской области»

## Население
| 2010  | 2012  | 2013  | 2014  | 2015  | 2016  | 2017  |
| ----- | ----- | ----- | ----- | ----- | ----- | ----- |
| 4931  | ↗4964 | ↗4978 | ↗5049 | ↘4992 | ↘4926 | ↘4908 |
| 2018  | 2019  | 2020  | 2021  |       |       |       |
| ↘4861 | ↘4858 | ↘4824 | ↗5854 |       |       |       |

## Состав сельского поселения
| №  | Населённый пункт        | Тип населённого пункта       | Население | Сельский округ |
| -- | ----------------------- | ---------------------------- | --------- | -------------- |
| 1  | Алешково                | деревня                      | 13        | Бутиковский    |
| 2  | Антоновка               | деревня                      | 22        | Бутиковский    |
| 3  | База Отдыха «Металлург» | посёлок                      | ↘56       | Бутиковский    |
| 4  | Бёхово                  | село                         | ↗58       | Страховский    |
| 5  | Бутиково                | посёлок                      | ↗1115     | Бутиковский    |
| 6  | Велегож                 | село                         | ↗138      | Бутиковский    |
| 7  | Веселево                | деревня                      | ↗169      | Страховский    |
| 8  | Волковичи               | деревня                      | ↗142      | Страховский    |
| 9  | Выдумки                 | деревня                      | 70        | Страховский    |
| 10 | Горки                   | деревня                      | 2         | Бутиковский    |
| 11 | Дом Отдыха «Велегож»    | посёлок                      | ↘311      | Страховский    |
| 12 | Ждамирово               | деревня                      | ↗115      | Бутиковский    |
| 13 | Ждамировский            | посёлок                      | ↘105      | Бутиковский    |
| 14 | Искань                  | деревня                      | ↗142      | Страховский    |
| 15 | Конюшино                | деревня                      | 12        | Страховский    |
| 16 | Кошкино                 | деревня                      | ↗123      | Страховский    |
| 17 | Ланьшинский             | посёлок                      | ↘444      | Ланьшинский    |
| 18 | Митино                  | деревня                      | ↗85       | Страховский    |
| 19 | Мосолово                | деревня                      | 3         | Бутиковский    |
| 20 | Наспищи                 | деревня                      | ↗5        | Бутиковский    |
| 21 | Нечаево                 | деревня                      | 32        | Бутиковский    |
| 22 | Нечаевские Выселки      | деревня                      | ↘118      | Бутиковский    |
| 23 | Пашково                 | деревня                      | 13        | Страховский    |
| 24 | Петрищево               | деревня                      | 0         | Бутиковский    |
| 25 | Поваляево               | деревня                      | 2         | Бутиковский    |
| 26 | Поленово                | посёлок                      | 2         | Страховский    |
| 27 | Рязаново                | деревня                      | 9         | Бутиковский    |
| 28 | Скрипово                | деревня                      | ↗222      | Страховский    |
| 29 | Страхово                | село, административный центр | ↘577      | Страховский    |
| 30 | Тайдаково               | деревня                      | 5         | Бутиковский    |
| 31 | Темьянский              | посёлок                      | ↗69       | Страховский    |
| 32 | Темьянь                 | деревня                      | ↗518      | Страховский    |
| 33 | Тетерево                | деревня                      | 28        | Страховский    |
| 34 | Туркомплекс «Велегож»   | посёлок                      | ↘128      | Страховский    |
| 35 | Тяпкино                 | деревня                      | 26        | Страховский    |
| 36 | Успенский               | посёлок                      | ↘1        | Бутиковский    |
| 37 | Хрипково                | деревня                      | →7        | Бутиковский    |
| 38 | Хрипковские Выселки     | деревня                      | 0         | Бутиковский    |
| 39 | Шевернево               | деревня                      | 44        | Страховский    |